# Dactylophora nigricans
Dactylophora nigricans är en fiskart som först beskrevs av Richardson, 1850.  Dactylophora nigricans ingår i släktet Dactylophora och familjen Cheilodactylidae. Inga underarter finns listade i Catalogue of Life.